# Dolna Sawa
Region statystyczny Dolna Sawa (słoweń. posavska statistična regija; do 31 grudnia 2014 r. spodnjeposavska statistična regija) – region statystyczny w Słowenii.
Ma dobrą dostępność komunikacyjną i jest położony w dolinach Sawy i Krki, z pagórkowatymi terenami z winnicami i obfitością wody. Jest drugim najmniejszym regionem statystycznym w Słowenii. W regionie znajduje się jedyna w kraju elektrownia jądrowa i uzdrowisko Čatež. Region corocznie wydaje 22 mln EUR na ochronę środowiska. W 2013 r. wskaźnik zatrudnienia w regionie wyniósł 57,5%. Region charakteryzował się największą różnicą między wskaźnikiem zatrudnienia mężczyzn i kobiet (w przypadku mężczyzn był on o 12 punktów procentowych wyższy niż w przypadku kobiet). W 2013 r. region ten wyróżniał się również liczbą osób skazanych na 1000 mieszkańców (8,3).

## Miasta i miasteczka
Region statystyczny Dolna Sawa obejmuje 5 miast i miasteczek, z których największymi są Krško i Brežice (stolica tego regionu).
| Stopień | Nazwa                | Populacja (2021) |
| ------- | -------------------- | ---------------- |
| 1.      | Brežice              | 6888             |
| 2.      | Krško                | 6778             |
| 3.      | Sevnica              | 4521             |
| 4.      | Radeče               | 1949             |
| 5.      | Kostanjevica na Krki | 702              |

## Gminy
Region statystyczny Dolna Sawa obejmuje sześć gmin:
- Bistrica ob Sotli
- Brežice
- Kostanjevica na Krki
- Krško
- Radeče
- Sevnica

## Demografia
W 2020 roku liczba ludności wynosiła 70 349. Całkowita powierzchnia regionu wynosi 885 km².

## Gospodarka
Struktura zatrudnienia: 45,8% usługi, 50% przemysł, 4,2% rolnictwo.

### Turystyka
Przyciąga 5,1% ogółu turystów w Słowenii, przy czym większość (53%) stanowią Słoweńcy.

## Transport
- Długość autostrad: 36,6 km
- Długość pozostałych dróg: 2346,3 km